# Килдимо
Килдимо (англ. Kildimo; ирл. Cill Díoma) — деревня в Ирландии, находится в графстве Лимерик (провинция Манстер) у трассы N69.
В окрестностях расположены несколько замков. Один из них, Dromore, необычен тем, что был построен в конце XIX века в стиле сказочного замка.
Небесным покровителем считается святой Диомма.

## История
Деревня Килдимо когда-то располагалась в районе, ныне известном как Старый Килдимо, примерно в километре к югу от нынешней деревни. В семнадцатом веке семья Уиденхэмов была главным землевладельцем в Килдимо. В XVIII веке их поместья перешли по наследству к баронетам Хартстонгов, а затем и к семье Пери, получившей титул графа Лимерика. В районе есть несколько замков, включая замок Каллам, замок Балликулхейн и замок Дромор. Замок Дромор необычен тем, что был построен в конце XIX века графом Лимериком в стиле сказочного замка. В этом районе было обнаружено несколько интересных находок, в том числе воротник Шаннонгрове, который был найден на глубине 12 футов в болоте на землях, предоставленных Финеас-Бери во время кромвелльских плантаций. Костяное распятие было найдено около 1950-х годов на острове Собачий, болотистой земле между озером Дромор и очень маленьким озером к востоку от него.  
В 1922 году салезианцы Дона Боско выкупили землю у Джорджа Каулефилда и создали сельскохозяйственный колледж. Наряду с сельскохозяйственным колледжем в техникуме есть и средняя школа. В Старом Килдимо есть начальная школа.  